# PA-458
A  PA-458 é uma rodovia brasileira do estado do Pará. Essa estrada intercepta a BR-308 em sua extremidade sul; e na altura do km 12, a PA-450.
Está localizada na região nordeste do estado, atendendo ao município de Bragança. 